# Języki bisajskie

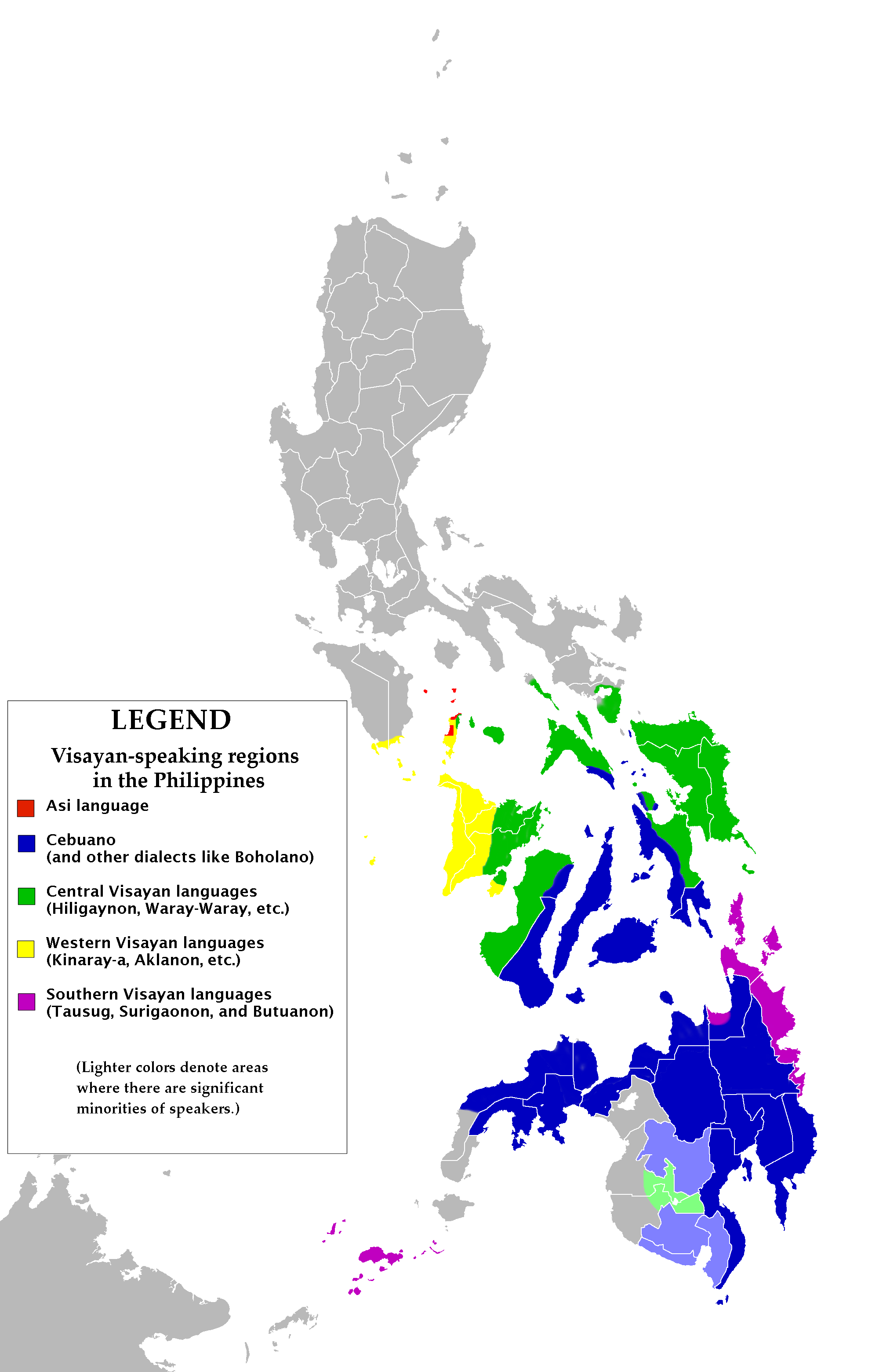
Zasięg geograficzny języków bisajskich

Języki bisajskie – grupa języków środkowofilipińskich, obejmująca szereg języków używanych na Filipinach, zwłaszcza w regionie Visayas oraz na wyspie Mindanao. Do najważniejszych z nich należą: cebuański, kinaraya oraz waray-waray.